# Levitacija (paranormalno)
Levitacija, u paranormalnom kontekstu i parapsihologiji označava uzdizanje fizičkih objekata ili ljudskog tijela u zrak, odnosno poništavanje djelovanja zakona gravitacije mističnim radnjama. Znanost takve fenomene najčešće objašnjava kao trikove i iluzije kojima se uz primjenu odrešenih sredstava stvara dojam levitiranja tijela ili predmeta, dok spiritualisti i religiozne zajednice vjeruju da je mistična levitacija rezultat nadnaravnog djelovanja.
0
Fenomen je spominjan još od antičkih vremena; spominje se u Bibliji, u Starom kao i u Novom zavjetu. Tijekom srednjeg vijeka u Europi navode se predaje o levitaciji kršćanskih svetaca, ali i o identičnom fenomenu koji se pojavljuje u vještičarstvu i magiji. Također, levitacija se dovodi i u vezu s demonskim opsjednućima, te u slučajevima napada poltergeista.
U 19. stoljeću najpoznatiji je primjer levitacije medija Daniela Dunglasa Homea (1833. – 1886.) koji se zbio 8. kolovoza 1852. u Ward Cheneyovoj kući u gradu Manchesteru u američkoj saveznoj državi Connecticut pred nizom svjedoka o čemu su pisale novine The Hartford Times. Slični primjeri vezuju se uz Eusapiju Palladino (1854. – 1918.) i druge medije.

## Navodni primjeri levitacije u svjetskim religijama i doktrinama
U mnogim religijama i duhovnim zajednicama objavljeni su navodni primjeri levitacije među pripadnicima određenih religijskih sljedbi. Pojam i praksa levitacije poznata je širom svijeta i u svim vremenskim periodima.

### U kršćanstvu
U djelu Die Christliche Mystik (1836. – 42.) J. J. von Görres naveo je sedamdeset i dva levitirajuća sveca, dok je Olivier Leroy u djelu Levitation naveo oko dvjesto kršćanskih svetaca koji su doživjeli taj fenomen. Najpoznatiji su slučajevi sv. Dominika (1170. – 1221.), sv. Franje Asiškog (1186. – 1226.), Tome Akvinskog (1170. – 1274.), sv. Ignacija Loyole (1491. – 1556.).
U 17. stoljeću bio je poznat slučaj talijanskog redovnika Josipa Kupertinskog (1603. - 1663.) koji je levitirao pred svjedocima pa tako i pred samim papom Urbanom VIII., koji je prema svjedočanstvu, zamalo pao u nesvijest kada se Josip vinuo u zrak pred njim.